# Аджиадар-Ункур
Аджиадар-Ункур, или Аджидаар-Ункюр (пещера Дракона) — карстовая пещера в Ошской области Кыргызстана расположенная в окрестностях посёлка Араван на южном склоне горного массивa Туя-Муюн над Баритовой пещерой. Имеет два входа, общая длина пещеры 80 метров, амплитуда 26 метров. Пещера является местом обитания колоний остроухой ночницы и большого подковоноса. В 1975 году пещере присвоен статус геологического заказника.